# Klausentreiben

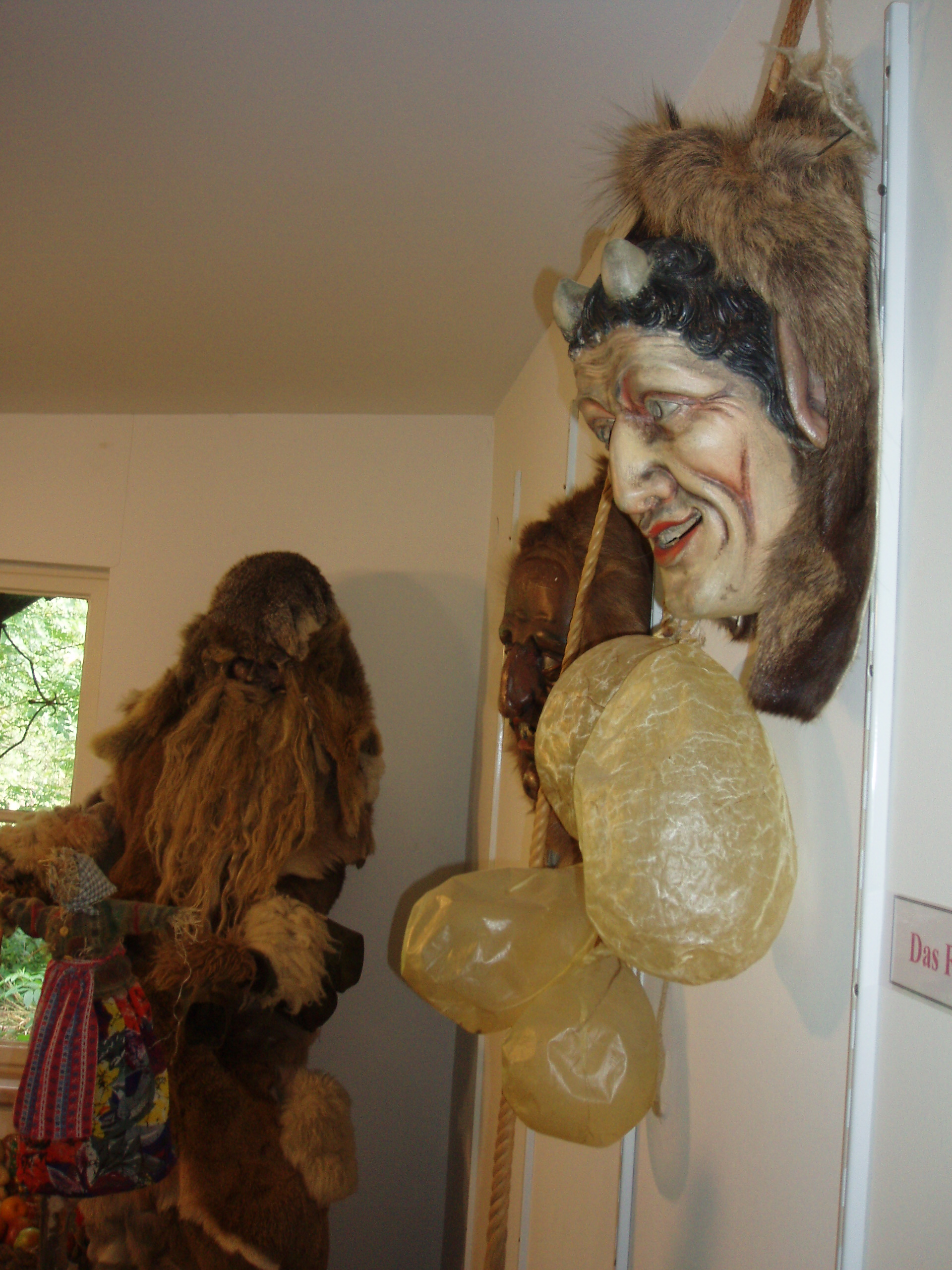
Klausenkostüme

Das Klausentreiben ist ein überlieferter Brauch im alemannischen Alpenraum, bei dem am 5. oder auch 6. Dezember junge Männer verkleidet und vermummt mit Ruten auf den Straßen der Stadt oder des Dorfes die Schaulustigen schlagen und dabei viel Lärm veranstalten. Im Allgäu wird der Brauch Klausentreiben genannt, in der Schweiz Klausjagen oder Chlausjagen, im Südtiroler Stilfs Klosn. Im bairisch-österreichischen Ostalpenraum und angrenzenden Gebieten entspricht das dem Krampuslauf. In Teilen Ostwestfalens ist dieser Brauch als Sünnekläuse bekannt.

## Ursprung und Art des Brauchtums

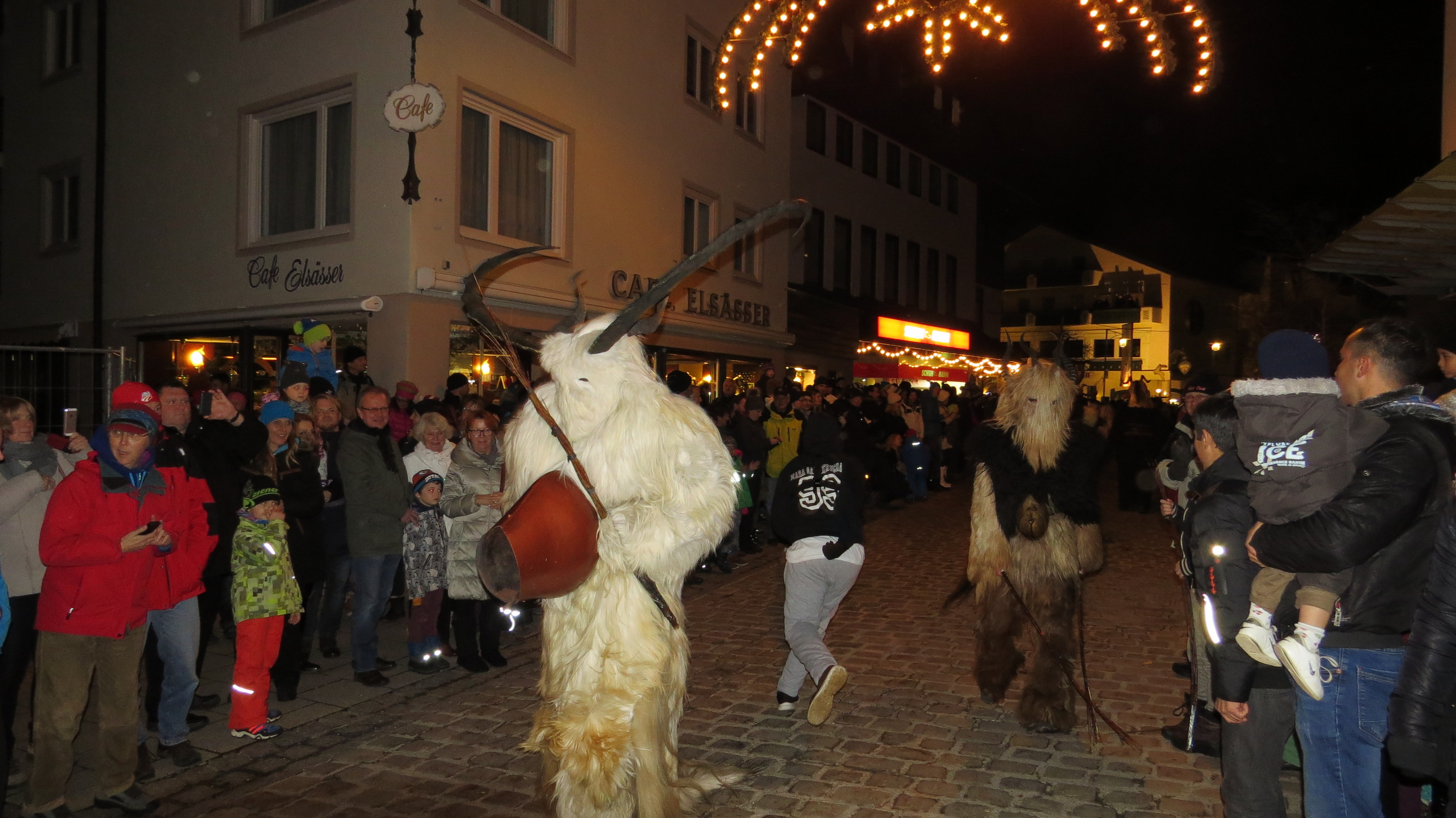
Klausentreiben in Sonthofen

Der Ursprung des Brauches ist umstritten. Einige Autoren führen ihn zurück auf Umzüge aus heidnischen Zeiten. Selbst im Schwedenkrieg wurde dieser Brauch nicht ganz eingestellt. Besonders der kalte und dunkle Winter war für die Menschen in früherer Zeit beherrscht von dunklen Gestalten, Dämonen, Windsbräuten und vor allem von der Wilden Jagd. Dabei verkleideten sich die ledigen Burschen mit Fellen und Tierhäuten aller Art und banden sich Schellen und Ketten um den Leib, um so mit möglichst viel Lärm in der Nacht durch die Orte und die Häuser zu poltern. Durch die Hörner und das wilde Häß (Gewand), aber vor allem auch durch lautes Rufen, Kettenrasseln und das Läuten mit Schellen und Glocken wollte man diese Gestalten fernhalten, erschrecken und vertreiben; man wollte vorgaukeln, dass hier bereits Geister ihr Unwesen trieben. Dabei versuchten die „Hästräger“ stets so furchterregend wie nur möglich auszusehen.
Ursprünglich verwendeten die Klausen wie beim Krampuslauf Holzmasken. Im Laufe der Jahre kamen auch Fell- und Ledermasken in Gebrauch. So veränderte sich das Aussehen der Klausen über die Laufe der Jahre ständig, jedoch blieb es immer bei Fellen und Tierhäuten und den bekannten Hörnern. Die Schellengröße variierte von kleinen Ketten bis hin zu riesigen Zugschellen. Ursprünglich mit Kuhhäuten umschlungen, kamen immer neue Arten von Tierhäuten und -fellen hinzu. Schweife und Hörner zierten die dunklen Gesellen. Bis in die heutige Zeit beeindrucken die Klausen ständig mit neuen Ideen und Innovationen, basierend auf diesen Grundlagen. Die wilden Hiebe auf Passanten und Gegenstände rührten daher, dass alles, was sich bewegte oder verdächtig aussah, vertrieben werden sollte.
Eine Theorie zur Entstehung zufolge sollen solche Umzüge im Zuge der Christianisierung auf den Nikolaustag gelegt worden sein. Diskutiert wird aber auch die Entstehung dieses Brauchtums im Mittelalter im Zusammenhang mit der Verschmelzung der Gebräuche, einen Kinderbischof zu ernennen, mit Umzügen am Fest des hl. Nikolaus am 6. Dezember, die meist von mehreren Teufelsgestalten begleitet wurden. Dieser Brauch wurde nämlich in mehreren Regionen „Klausen“ genannt, auch im süddeutschen Raum. Diese Teufel waren ebenfalls mit Fellen bekleidet und maskiert. Eine direkte Verbindung der Nikolausumzüge und des Klausentreibens mit heidnischem Brauchtum, das im Mittelalter bereits jahrhundertelang nicht mehr ausgeübt wurde, lässt sich nicht durch Quellen belegen.

## Ausübung
Im Alpenraum wurde das Klausentreiben im 20. Jahrhundert neu belebt. In den Nächten rund um Nikolaustag am 6. Dezember verkleiden sich Männer mit Fellen und tragen zudem einen fellbedeckten Helm, den meist Hörner zieren. Zum sogenannten „Häß“ gehören auch Schellen oder Kuhglocken, die den furchteinflößenden Eindruck durch ihren Lärm noch verstärken. So verkleidet halten die Klausen dann, angeführt vom „Oberklaus“, Einzug auf dem Marktplatz oder ziehen, wie in manchen Gemeinden ebenfalls üblich, in kleinen Gruppen von Haus zu Haus, um dort durch ihr wildes Treiben die bösen Geister des Winters und der Dunkelheit zu vertreiben.